# Xeromphalina campanella
Omphale en clochette
Espèce
Xeromphalina campanella est une espèce de champignons de la famille des Mycenaceae.